# León Mejía
León Mejía (nascido em 1934) é um ex-ciclista colombiano. Representou seu país, Colômbia, no ciclismo nos Jogos Olímpicos de Verão de 1956.